# 姊岛
姊岛（日语：／ Ane jima）是日本所属小笠原群岛中的一个岛屿。行政上属于东京都小笠原村。该岛面积1.43平方公里。姊岛以東數公里为妹岛。
该岛为一个无人岛。全岛属于小笠原国立公园的一部分。